# アンドレ・ディアス
アンドレ・ゴンサウヴェス・ディアス（André Gonçalves Dias, 1979年5月15日 - ）は、ブラジル出身の元サッカー選手。現役時代のポジションはDF(センターバック)。

## 経歴
1999年、パラナ・クルーベにてプロのキャリアをスタート。CRフラメンゴでは出場機会に恵まれなかったが、2004年から所属したゴイアスECではセンターバックとしての才能を開花させる。2006年に名門サンパウロFCへ移籍し、ブラジル国内有数のセンターバックとして評価を高めた。2006年、2007年、2008年とサンパウロの3連覇に貢献しており、ボーラ・デ・プラタ（シルバーボール）賞を2008年と2009年の二回に渡り受賞している。
2010年2月1日、ジュゼッペ・ビアーヴァと共に、イタリアのSSラツィオへ移籍したことが発表された。ラツィオでも堅守を披露し、セリエA有数のセンターバックとして評価を高めた。ただし、2012年4月29日のウディネーゼ・カルチョ (0-2)戦で、フェデリコ・マルケッティとともに判定をめぐって審判団に猛抗議。「第4審判に攻撃的かつ脅迫的な態度」で迫ったとしてその場で退場となり、後日3試合の出場停止処分が課された。

## 代表歴
2009年9月、ブラジル代表に初選出される。チリ戦に備えての追加招集だったが、出場機会はなかった。

## 所属クラブ
- パラナ・クルーベ 1999-2000
- CRフラメンゴ 2001-2002
- パイサンドゥSC 2003
- ゴイアスEC 2004-2006
- サンパウロFC 2006-2010
- SSラツィオ 2010.2-2014

## タイトル
クラブ
 サンパウロFC
- ブラジル全国選手権 2006, 2007 2008

 SSラツィオ
- コッパ・イタリア 2012-13

個人
- ボーラ・デ・プラタ(シルバーボール賞)2回 2008年、2009年
- ブラジル全国選手権セリエA チームオブザイヤー1回 2009年